# Un pigeon mort dans Beethovenstrasse
Un pigeon mort dans Beethovenstrasse (Tote Taube in der Beethovenstraße) est un épisode de la série Tatort (Sur le lieu du crime) diffusé en 1972.

## Synopsis
Un détective privé américain est assassiné à Bonn alors qu'il est en possession de photos compromettantes, et son partenaire, Sandy, cherche à se venger. Avec l'aide de Christa, une jeune femme blonde et séduisante qui apparaît sur les clichés, le commissaire Kressin enquête.

## Fiche technique
- Titre français : Un pigeon mort dans Beethovenstrasse[1] ou Un pigeon mort dans Beethoven Street ou Un pigeon mort dans la rue Beethoven[2]
- Titre original allemand : Tatort: Tote Taube in der Beethovenstraße
- Réalisation : Samuel Fuller
- Scénario : Samuel Fuller
- Photographie : Jerzy Lipman (de)
- Montage : Liesgret Schmitt-Klink
- Musique : Can
- Production : Joachim von Mengershausen
- Société de production : Westdeutscher Rundfunk
- Société de distribution : Das Erste
- Pays de production :  Allemagne de l'Ouest
- Langues originales : allemand, anglais
- Format : Couleur - 1,37:1 - Son mono - 16 mm
- Genre : policier
- Durée : 102 minutes (1 h 42)
- Date de diffusion :
  - Royaume-Uni : 20 août 1972 (Festival international du film d'Édimbourg)
  - Allemagne de l'Ouest : 7 janvier 1973[3]
  - France : 30 octobre 1974

## Distribution
- Glenn Corbett (VF : Edmond Bernard) : Sandy
- Christa Lang (VF : Jeanine Forney) : Christa
- Sieghardt Rupp (VF : Charles Millot) : L'inspecteur des douanes Kressin
- Anton Diffring (VF : Claude D'Yd) : Mensur
- Stéphane Audran (VF : Elle-même) : Stephanie
- Eric P. Caspar (de) (VF : Bernard Murat) : Charlie Umlaut
- William Ray (de) (VF : Med Hondo) : Luthini
- Alexander D'Arcy (VF : William Sabatier) : M. Novak
- Anthony Chin (VF : Gérard Dessalles) : M. Fong
- Verena Reichel (de) : Verena
- Hans-Christoph Blumenberg (VF : Patrick Dewaere) : Fritz Spindel
- Viktor B. Olason
- Addy Meyer
- Willy Stork
- Barry Jones :
- Peter Lilienthal : Carlos
- Fritz Gazerra
- Petra Falvini : Petra
- Jean Michel Tanguy : Le flûtiste
- Hermann Langewiesche
- Edith Langewiesche
- Georg Thompson
- Wolfgang Weber